# Thoughts and Clouds
Thoughts and Clouds è un singolo della cantante pop italiana Malika Ayane, proveniente dall'album Grovigli.

## Il brano
La canzone è stata prodotta da Ferdinando Arnò, che è anche autore della musica e coautore del testo, scritto con Sandy Chamers, la quale compare anche nei cori del brano. Il singolo è stato pubblicato l'8 ottobre 2010 dall'etichetta discografica Sugar, in concomitanza con la pubblicazione della Special tour edition dell'album Grovigli. Per la promozione del singolo, Malika Ayane è stata ospite dell'ottava puntata di X Factor 4, dove ha cantato dal vivo il brano.
Da un punto di vista musicale, la canzone vede una forte presenza del pianoforte ed ha un buon sostegno delle percussioni. Sullo sfondo della voce della cantante, che secondo alcuni assomiglia in questo pezzo ad un tiepido grido melodico, compaiono anche gli archi.

## Il video
Il brano è accompagnato da un colorato ed ironico videoclip ideato da Malika Ayane e realizzato dal regista Federico Brugia nel settembre 2010.
Le immagini proposte dal video sono tratte da una sequenza di circa 20 ore registrate nel corso dei 3 concerti tenuti dalla cantante in Sicilia, tra Scoglitti, Taormina e Palermo, e descrivono la vita della cantante, della sua band e del suo staff durante il Grovigli tour.
A proposito del video, Malika Ayane ha dichiarato: «Volevamo rendere l'idea di un filmino girato in famiglia, ci sono anche momenti divertenti e assolutamente spontanei». Le scene del videoclip ritraggono infatti anche alcuni momenti di svago, come ad esempio una partita di calcetto giocata sulla spiaggia.

## Musicisti
- Malika Ayane - voce
- Luca Colombo - chitarra
- Sandro De Bellis - percussioni
- Cesare Chiodo - basso
- Lele Melotti - batteria
- Ferdinando Arnò - pianoforte, programmazione
- Massimo Serra - percussioni
- Cédric Marszewski - programmazione
- Marco Decimo - violoncello
- Fabio Besana, Sandy Chambers, Olmo Costa, Eleanor de Veras, Marino Paire, Marco Guerzoni, Francesca Touré, Luana Heredia - cori

## Classifiche
| Classifica (2010) | Posizione massima |
| ----------------- | ----------------- |
| Italia            | 33                |